# Tokaido (companie)
Tokaido (東海堂 Tōkaidō?) este o companie japoneză care produce echipament sportiv destinat karate-ului, cu sediul în Tokyo. Este cel mai vechi producător de uniforme pentru karate din lume, cu reputația de a avea atât preț înalt cât și calitate înaltă. Este unul dintre cele mai celebre mărci de costume de karate, alături de Shureido, Kamikaze și Hirota. Deși se pronunță aproape identic ca și Tōkaidō (regiune) (東海道), marca Tōkaido are un al treilea caracter kanji diferit și se traduce prin "Atelierul de la Marea de Est". Compania a fost numită așa de către fondatorul ei, Shizuo Sugiura, în onoarea ținutului său natal.
Tōkaido produce mari cantități de karate gi (costume de karate), obi (centuri) și alte produse înrudite, cum ar fi echipament de protecție (tibiere și mănuși de protecție), treninguri și jachete sportive. Tōkaido furnizează echipament sportiv mai ales pentru practicanții de Shotokan, dar produsele sale se potrivesc și pentru alte stiluri de karate și arte marțiale. 
Produsele Tōkaido sînt renumite pentru calitatea și durabilitatea lor și sînt frecvent întîlnite atît în competițiile de kumite și kata, cît și în sălile de antrenament.